# Farid ad-Din Attar
Abu Hamid bin Ibrahim Abu Bakr (Perzisch: ابوحامد بن ابراهیم ابوبکر) (geboren 1145/46 in Nisjapoer- overleden ca. 1221), beter bekend onder zijn pen-namen Farid ud-Din (Perzisch: فریدالدین)  'Attār (Perzisch: عطار - de apotheker, en Attar van Nisjapoer (Perzisch: عطار نیشابور), was een Perzische dichter, moslim, soefi en theoreticus van mystiek. Hij is bekend van het allegorische gedicht De samenspraak van de vogels (1177). In dit werk komen de vogels van de wereld samen om op zoek te gaan naar het geheimzinnige hof van Simoerg, de koning van de vogels. Na een zware tocht over zeven valleien bereikt een deel van de vogels het doel. De vogels symboliseren dolende menselijke zielen. 

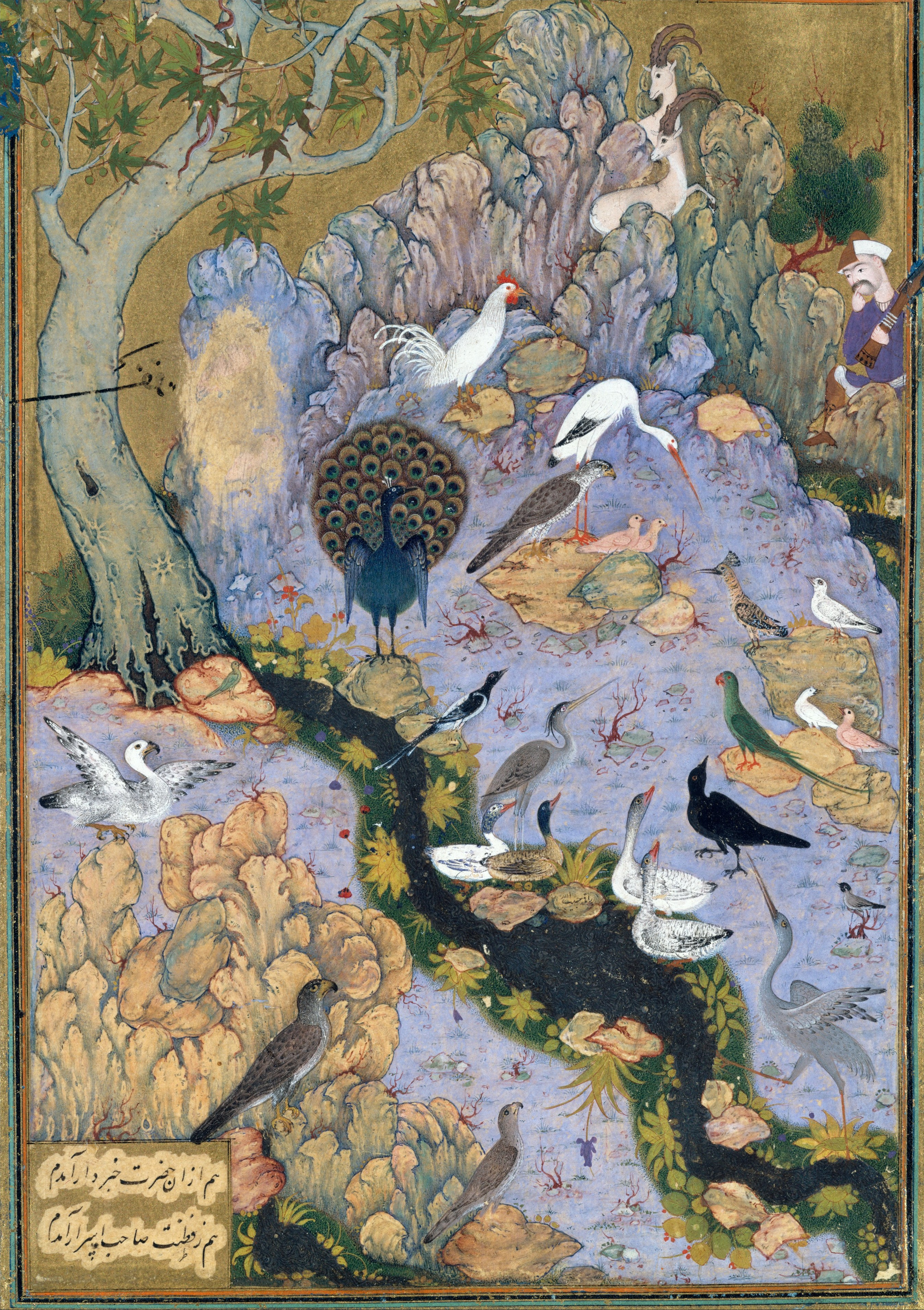
De samenspraak van de vogels'
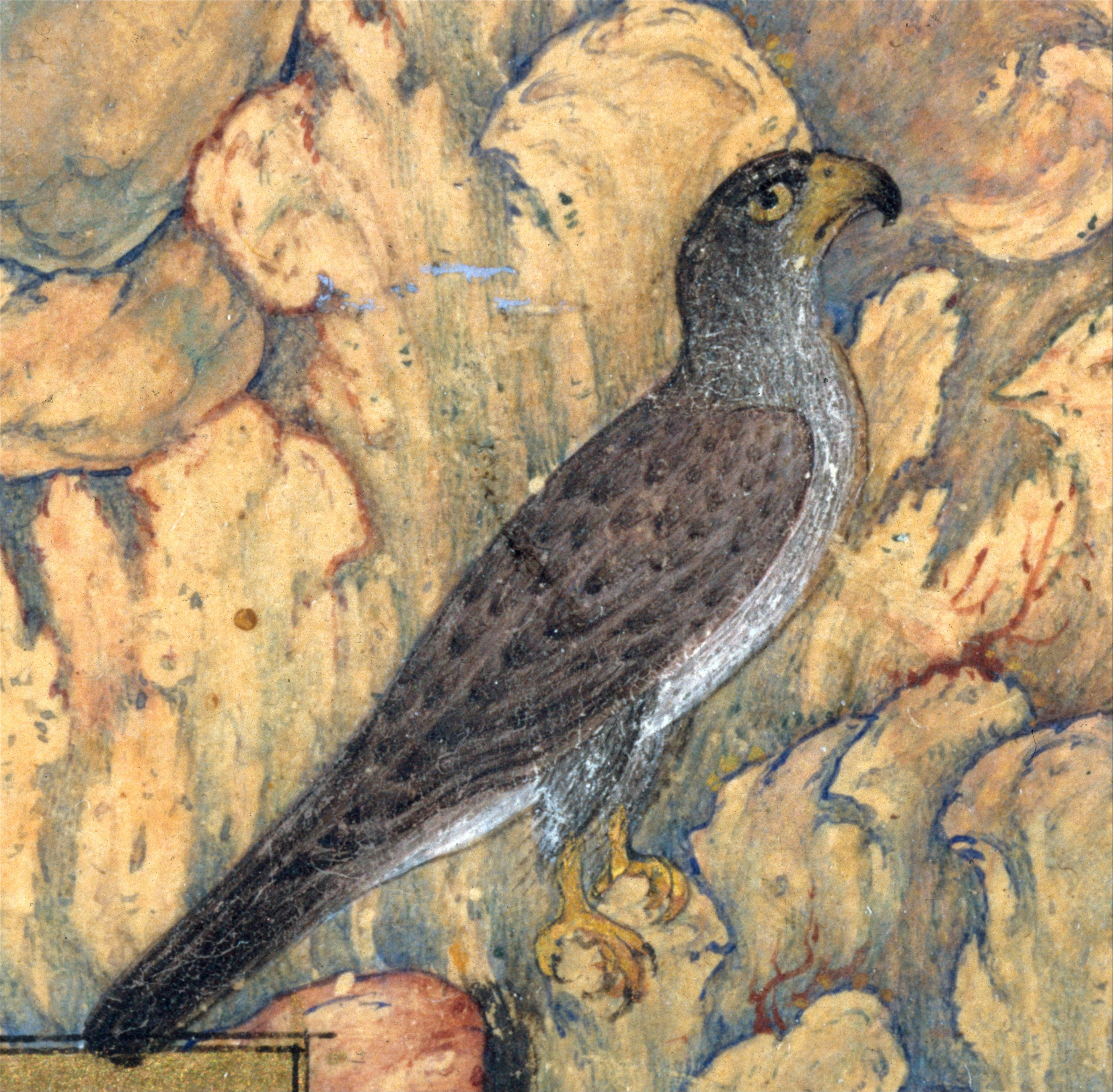
De samenspraak van de vogels
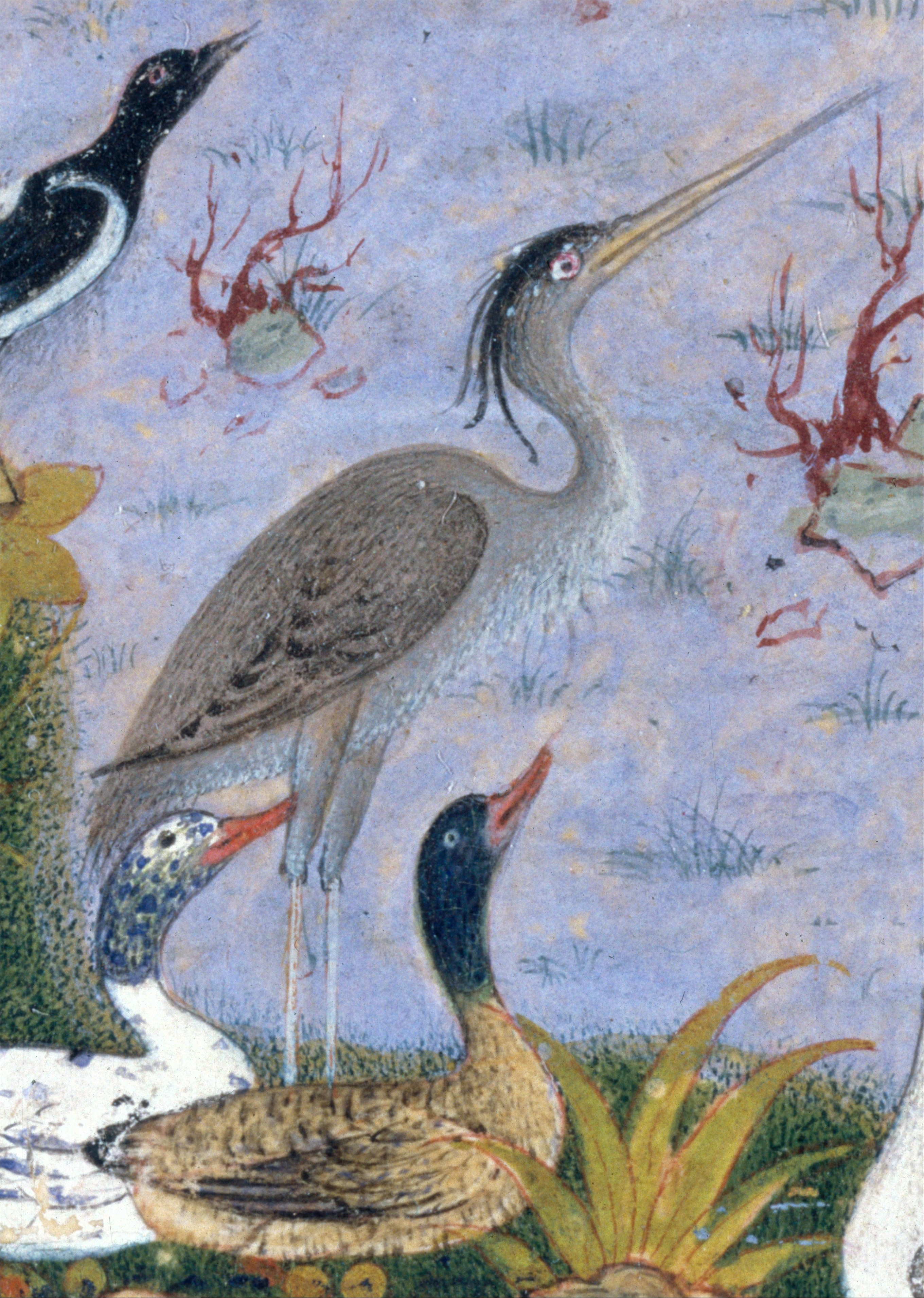
De samenspraak van de vogels
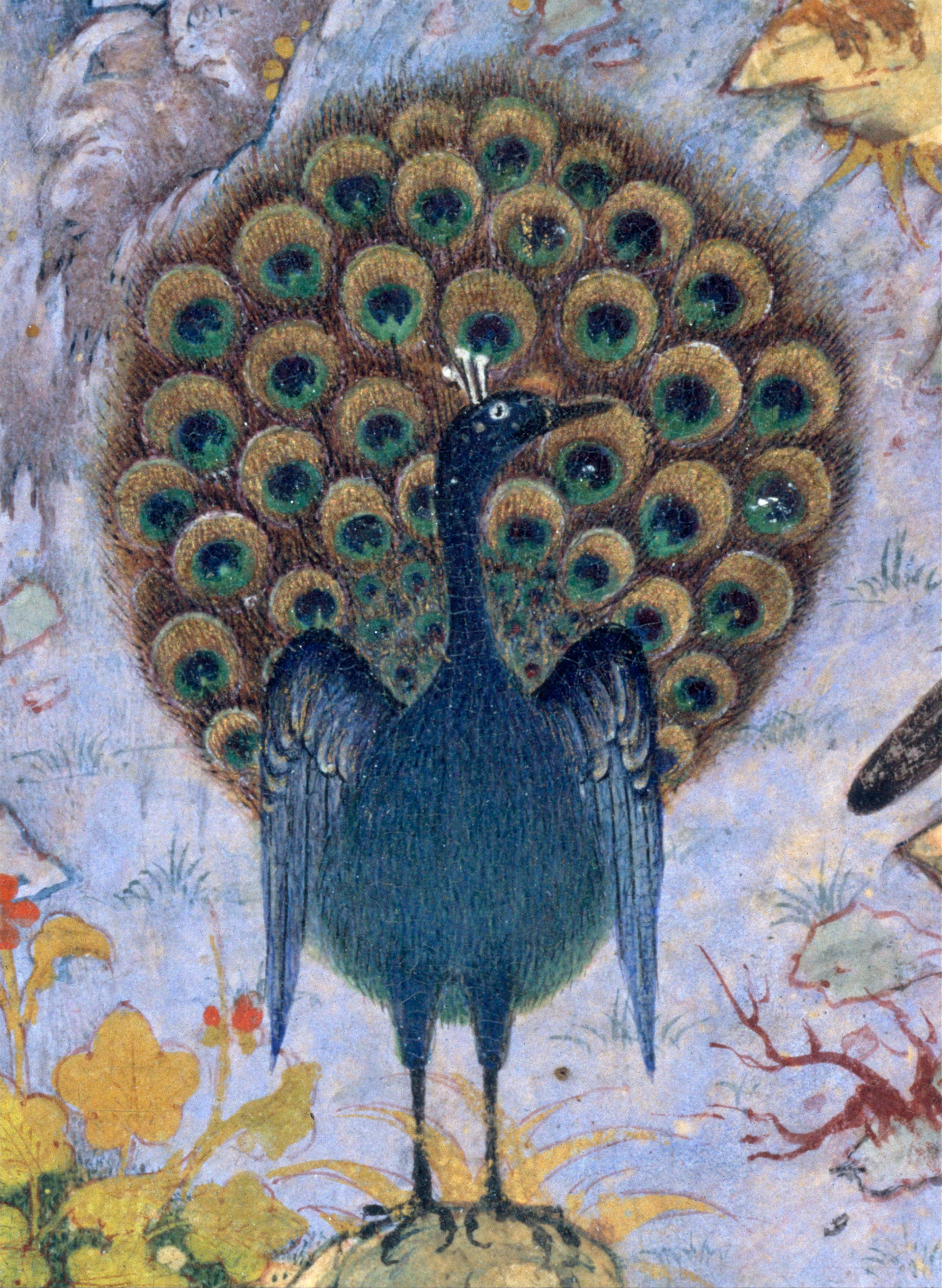
De samenspraak van de vogels